# Franken
Pour les articles homonymes, voir Franken (homonymie).
Franken est une commune française située dans la circonscription administrative du Haut-Rhin et, depuis le 1er janvier 2021, dans le territoire de la Collectivité européenne d'Alsace, en région Grand Est.

## Géographie

### Localisation
Franken est un village de la vallée du Thalbach du Sundgau, qui se trouve dans la région historique et culturelle d'Alsace.
La commune se trouve dans l'Aire d'attraction de Bâle - Saint-Louis (partie française), dans la zone d'emploi de Saint-Louis et dans le bassin de vie d'Altkirch.

### Communes limitrophes
Les communes limitrophes sont  Hundsbach, Jettingen, Steinsoultz, Wahlbach, Willer et Zaessingue.
| Wahlbach  |         | Zaessingue  |
| Hundsbach | Franken | Jettingen   |
| Willer    |         | Steinsoultz |

### Géologie et relief
La superficie de la commune est de 6,22 km2 ; son altitude varie de 326  à   432 mètres.

### Hydrographie

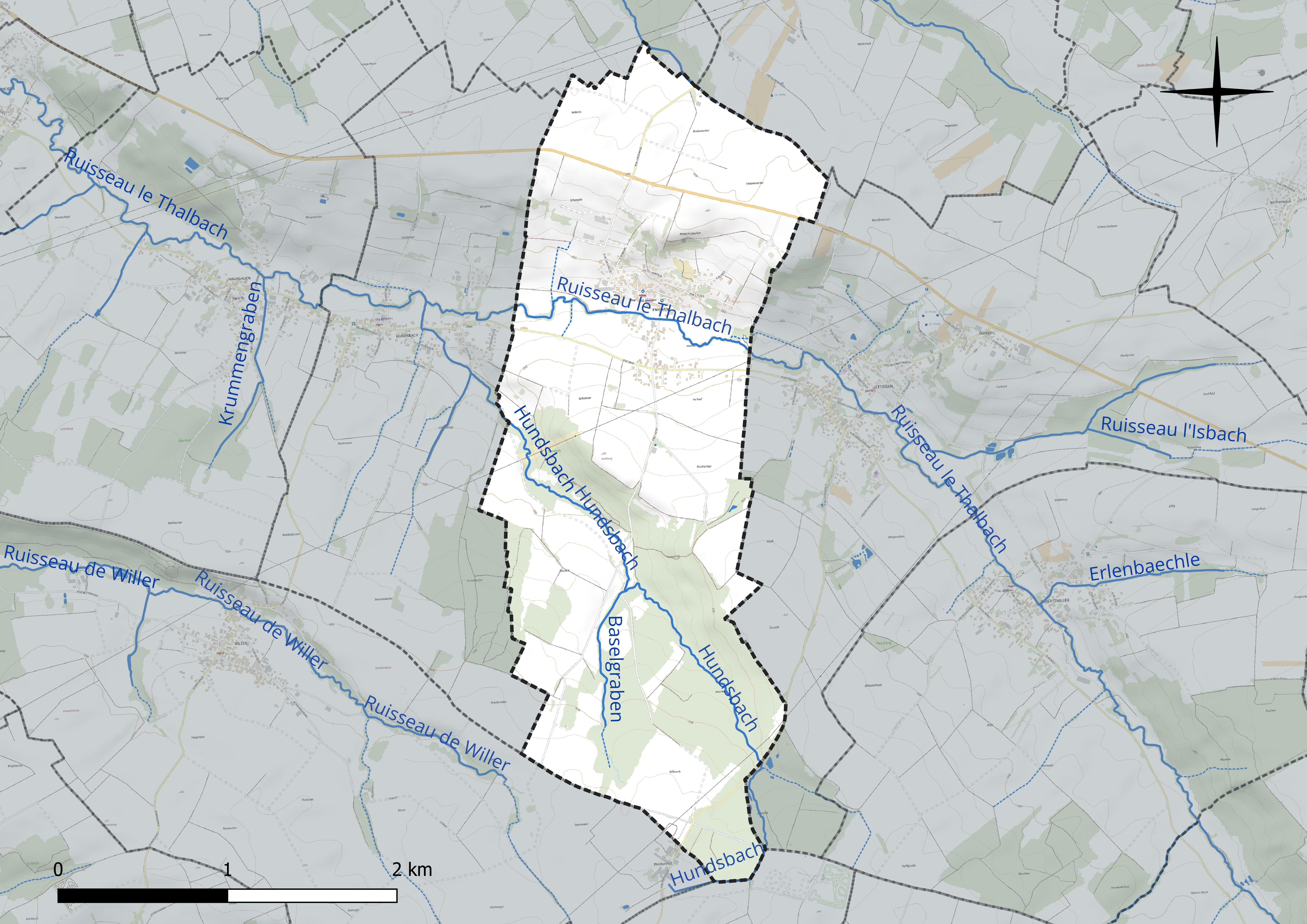
Carte du réseau hydrographique de Franken.

La commune est dans le bassin versant du Rhin au sein du bassin Rhin-Meuse.
Elle est drainée par le Thalbach, le ruisseau Baselgraben et le Hundsbach,,.
Le Thalbach, d'une longueur de 21 km, prend sa source dans la commune de Folgensbourg et se jette  dans l'Ill à Walheim, après avoir traversé 15 communes. Ses caractéristiques hydrologiques  sont données par la station hydrologique située sur la commune de Berentzwiller. Le débit moyen mensuel est de 0,064 m3/s. Le débit moyen journalier maximum est de 0,851 m3/s, atteint lors de la crue du 29 janvier 2021. Le débit instantané maximal est quant à lui de 1,6 m3/s, atteint le 16 juillet 2021.

### Climat
Pour des articles plus généraux, voir Climat du Grand Est et Climat du Haut-Rhin.
En 2010, le climat de la commune est de type climat des marges montargnardes, selon une étude du Centre national de la recherche scientifique s'appuyant sur une série de données couvrant la période 1971-2000. En 2020, Météo-France publie une typologie des climats de la France métropolitaine dans laquelle la commune est exposée à un climat semi-continental et est dans une zone de transition entre les régions climatiques « Vosges » et « Alsace ».
Pour la période 1971-2000, la température annuelle moyenne est de 9,8 °C, avec une amplitude thermique annuelle de 17,6 °C. Le cumul annuel moyen de précipitations est de 872 mm, avec 9,3 jours de précipitations en janvier et 9,7 jours en juillet. Pour la période 1991-2020, la température moyenne annuelle observée sur la station météorologique de Météo-France la plus proche, « Carspach », sur la commune de Carspach à 11 km à vol d'oiseau, est de 11,0 °C et le cumul annuel moyen de précipitations est de 827,7 mm. 
La température maximale relevée sur cette station est de 38,1 °C, atteinte le 4 août 2022 ; la température minimale est de −17,7 °C, atteinte le 5 février 2012,,.
Les paramètres climatiques de la commune ont été estimés pour le milieu du siècle (2041-2070) selon différents scénarios d'émission de gaz à effet de serre à partir des nouvelles projections climatiques de référence DRIAS-2020. Ils sont consultables sur un site dédié publié par Météo-France en novembre 2022.

## Urbanisme

### Typologie
Au 1er janvier 2024, Franken est catégorisée commune rurale à habitat dispersé, selon la nouvelle grille communale de densité à sept niveaux définie par l'Insee en 2022.
Elle est située hors unité urbaine. Par ailleurs la commune fait partie de l'aire d'attraction de Bâle - Saint-Louis (partie française), dont elle est une commune de la couronne,. Cette aire, qui regroupe 94 communes, est catégorisée dans les aires de 200 000 à moins de 700 000 habitants,.

### Occupation des sols

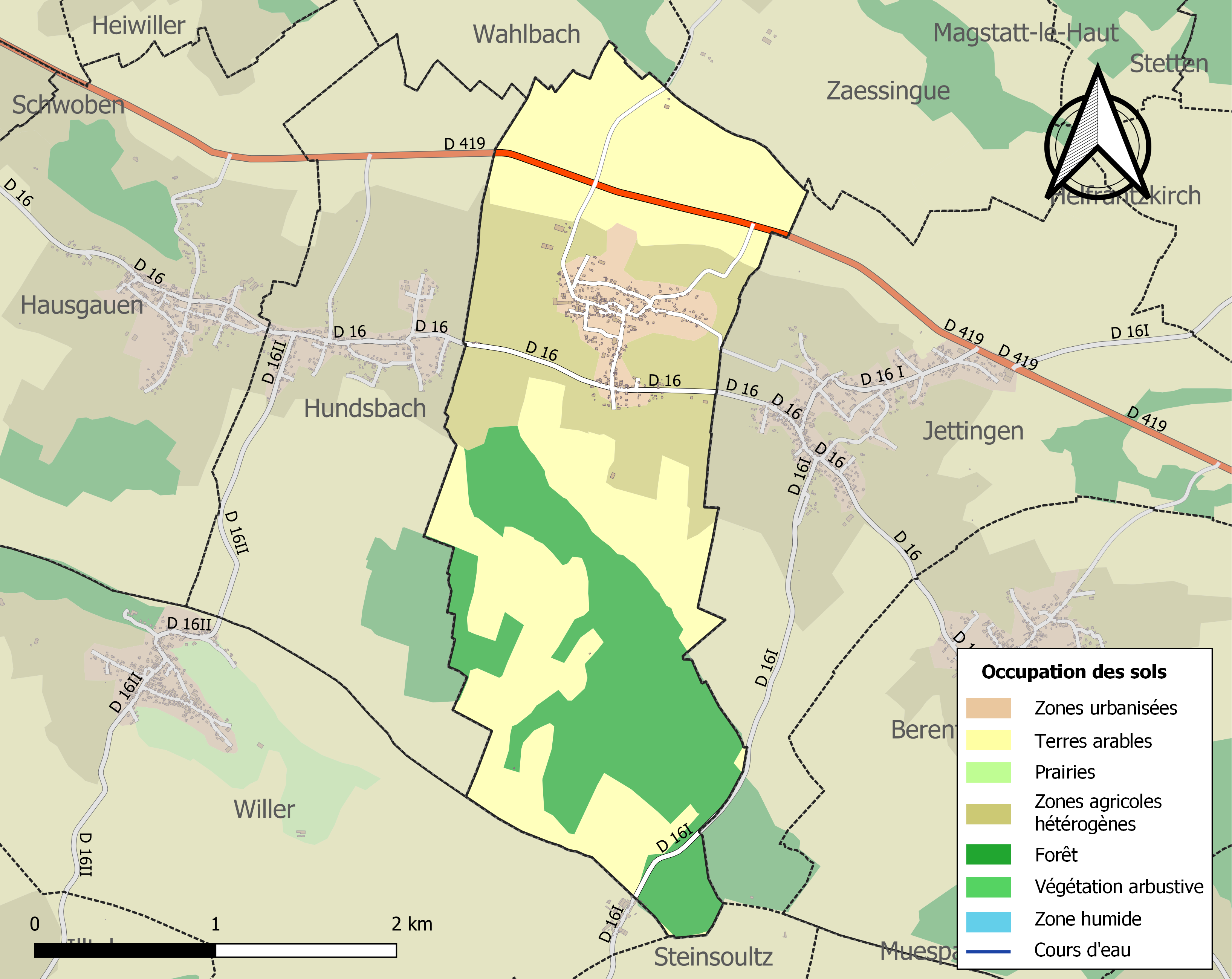
Carte des infrastructures et de l'occupation des sols de la commune en 2018 (CLC).

L'occupation des sols de la commune, telle qu'elle ressort de la base de données européenne d’occupation biophysique des sols Corine Land Cover (CLC), est marquée par l'importance des territoires agricoles (67,3 % en 2018), en diminution par rapport à 1990 (73,6 %). La répartition détaillée en 2018 est la suivante : terres arables (45,5 %), forêts (26,4 %), zones agricoles hétérogènes (21,8 %), zones urbanisées (6,2 %). L'évolution de l’occupation des sols de la commune et de ses infrastructures peut être observée sur les différentes représentations cartographiques du territoire : la carte de Cassini (XVIIIe siècle), la carte d'état-major (1820-1866) et les cartes ou photos aériennes de l'IGN pour la période actuelle (1950 à aujourd'hui).

### Habitat et logement
En 2021, le nombre total de logements dans la commune était de 161, alors qu'il était de 153 en 2016 et de 144 en 2011.
Parmi ces logements, 91,8 % étaient des résidences principales, 1,3 % des résidences secondaires et 6,9 % des logements vacants. Ces logements étaient pour 95,7 % d'entre eux des maisons individuelles et pour 4,3 % des appartements.
Le tableau ci-dessous présente la typologie des logements à Franken en 2021 en comparaison avec celle du Haut-Rhin et de la France entière. Une caractéristique marquante du parc de logements est ainsi la faible proportion des résidences secondaires et logements occasionnels (1,3 %) par rapport au département (3,5 %) et à la France entière (9,7 %).
| Typologie                                               | Franken | Haut-Rhin | France entière |
| ------------------------------------------------------- | ------- | --------- | -------------- |
| Résidences principales (en %)                           | 91,8    | 87,5      | 82,2           |
| Résidences secondaires et logements occasionnels (en %) | 1,3     | 3,5       | 9,7            |
| Logements vacants (en %)                                | 6,9     | 9         | 8,1            |

## Toponymie
La localité est attestée sous les noms de Franchon (1144), Francon (1194), Francken (1793).
Le nom de l'endroit indique un établissement de Francs (Franken) dans une zone alémanique.

## Politique et administration

### Rattachements administratifs et électoraux

#### Rattachements administratifs
La commune se trouve dans l'arrondissement d'Altkirch du département du Haut-Rhin, qui, fusionné avec le Bas-Rhin, forme depuis 2021 la Collectivité européenne d'Alsace.
Elle faisait partie depuis 1793 du canton d'Altkirch. Dans le cadre du redécoupage cantonal de 2014 en France, cette circonscription administrative territoriale a disparu, et le canton n'est plus qu'une circonscription électorale.

#### Rattachements électoraux
Pour les élections départementales, la commune fait partie depuis 2014 d'un nouveau canton d'Altkirch porté de 27 à 67 communes.
Pour l'élection des députés, elle fait partie de la troisième circonscription du Haut-Rhin.

### Intercommunalité
Franken était membre de la communauté de communes de la Vallée de Hundsbach, un établissement public de coopération intercommunale (EPCI) à fiscalité propre créé fin  2000 et auquel la commune avait transféré un certain nombre de ses compétences, dans les conditions déterminées par le code général des collectivités territoriales.
Dans le cadre des dispositions de la loi portant nouvelle organisation territoriale de la République du 7 août 2015, qui prévoit que les établissements publics de coopération intercommunale (EPCI) à fiscalité propre doivent avoir un minimum de 15 000 habitants, cette intercommunalité a fusionné avec ses voisines pour former, le 1er janvier 2017, la communauté de communes Sundgau, dont est désormais membre la commune.

### Liste des maires
| Période                                  | Période                        | Identité            | Étiquette | Qualité                                        |
| ---------------------------------------- | ------------------------------ | ------------------- | --------- | ---------------------------------------------- |
| Les données manquantes sont à compléter. |                                |                     |           |                                                |
|                                          |                                |                     |           |                                                |
| mars 2001                                | novembre 2022                  | Hubert Schertzinger |           | Cadre commercial Mort en fonction              |
| janvier 2023                             | En cours (au 30 novembre 2023) | Raphaël Schmidlin   |           | Cadre administratif ou commercial d'entreprise |

## Équipements et services publics

### Enseignement
La commune dispose :
- d'une école élémentaire monolingue
- d'une école bilingue Alsacien Français, qui accueille également des enfants de Willer, Hundsbach et Hausgauen[19].

### Justice, sécurité, secours et défense
La commune dispose d'un centre de première intervention de pompiers.

## Population et société

### Démographie
L'évolution du nombre d'habitants est connue à travers les recensements de la population effectués dans la commune depuis 1793. Pour les communes de moins de 10 000 habitants, une enquête de recensement portant sur toute la population est réalisée tous les cinq ans, les populations de référence des années intermédiaires étant quant à elles estimées par interpolation ou extrapolation. Pour la commune, le premier recensement exhaustif entrant dans le cadre du nouveau dispositif a été réalisé en 2008.

En 2022, la commune comptait 365 habitants, en évolution de +8,31 % par rapport à 2016 (Haut-Rhin : +0,66 %, France hors Mayotte : +2,11 %).
| 1793 | 1800 | 1806 | 1821 | 1831 | 1836 | 1841 | 1846 | 1851 |
| ---- | ---- | ---- | ---- | ---- | ---- | ---- | ---- | ---- |
| 332  | 341  | 357  | 344  | 469  | 443  | 461  | 469  | 452  |

| 1856 | 1861 | 1866 | 1871 | 1875 | 1880 | 1885 | 1890 | 1895 |
| ---- | ---- | ---- | ---- | ---- | ---- | ---- | ---- | ---- |
| 370  | 362  | 347  | 385  | 366  | 362  | 351  | 301  | 289  |

| 1900 | 1905 | 1910 | 1921 | 1926 | 1931 | 1936 | 1946 | 1954 |
| ---- | ---- | ---- | ---- | ---- | ---- | ---- | ---- | ---- |
| 290  | 277  | 306  | 276  | 279  | 275  | 249  | 216  | 247  |

| 1962 | 1968 | 1975 | 1982 | 1990 | 1999 | 2006 | 2008 | 2013 |
| ---- | ---- | ---- | ---- | ---- | ---- | ---- | ---- | ---- |
| 245  | 255  | 227  | 232  | 252  | 288  | 327  | 338  | 331  |

| 2018 | 2022 | - | - | - | - | - | - | - |
| ---- | ---- | - | - | - | - | - | - | - |
| 362  | 365  | - | - | - | - | - | - | - |

## Culture locale et patrimoine

### Lieux et monuments
- L'église Saint-Georges, construite en 1729, sans doute en conservant des éléments de l'édifice précédent[26].
- La mairie, aménagée dans la plus ancienne maison du village, édifiée en 1650, acquise par la commun en 1999, démontée poutre par poutre puis remontée dix ans après[19].
- Presbytère, réhabilité et aménagé en logements sociaux[27],[19].
- Maisons et fermes anciennes.
- Ruines du moulin, à Muehlenmatten, datant sans doute de la seconde moitié du XVIIIe siècle[28].
- Ancienne fromagerie d'estive à Frankenthal, transformée en restaurant, construite dans les années 1925-30[29].

L'église Saint-Georges
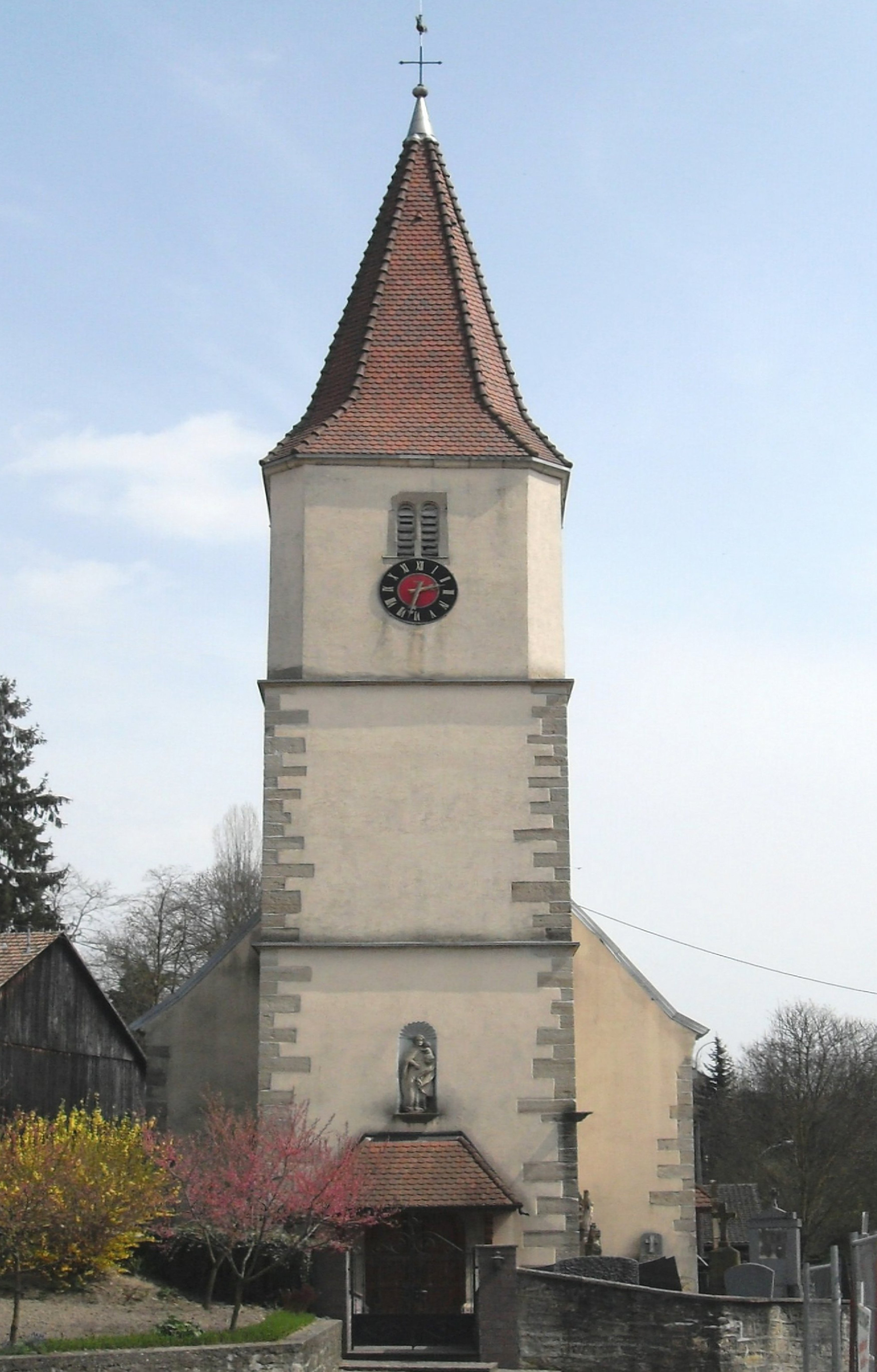
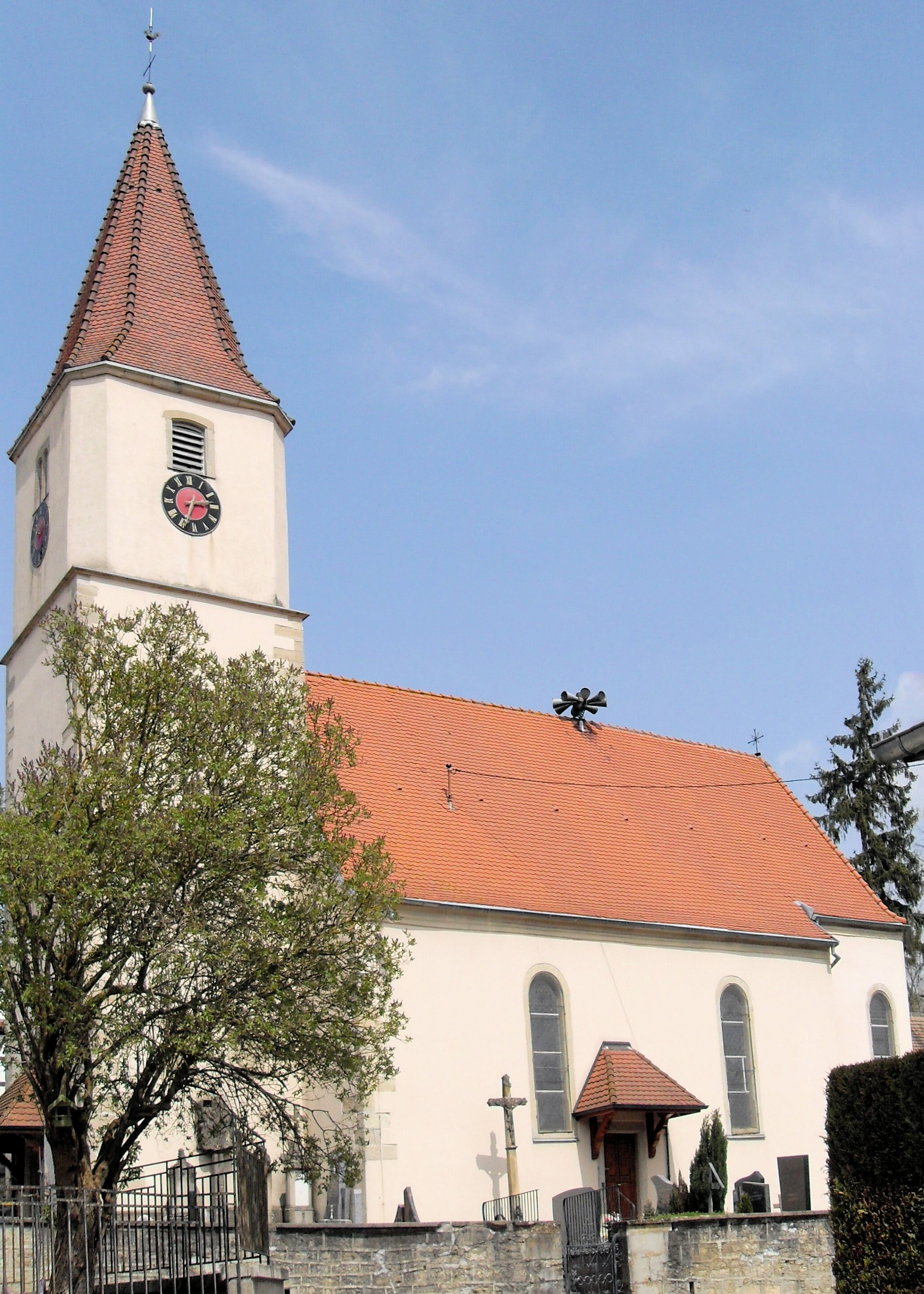

### Personnalités liées à la commune
- Joseph Walch (1870-1958), vétérinaire et conseiller général UPR, ami intime de l'abbé Haegy et autonomiste alsacien, fondateur en 1931 la Société d'Histoire du Sundgau[30], y est né.

### Héraldique
| Blason de Franken | Blason  | D'azur à la lettre capitale F couronnée, le tout d'or |
| Blason de Franken | Détails | Le statut officiel du blason reste à déterminer.      |

## Pour approfondir